# كربون أولي

الصيغة الهيكلية للبروبان (الكربون الأولي ملون بالأحمر)

الكربون الأولي في الكيمياء العضوية هو ذرة كربون مرتبطة برابطة كربون-كربون، وتقع في نهاية سلسلة الكربون في مركب عضوي. في حالة الألكان، ترتبط ثلاث ذرات هيدروجين بكربون أولي (انظر البروبان في الشكل على اليسار). ويمكن أيضا استبدال ذرة الهيدروجين من قبل مجموعة هيدروكسي، والتي من شأنها أن تجعل من الجزيء كحول أولي.
|                              | الكربون الأولي | الكربون الثانوي | الكربون الثالثي | كربون الرابعي |
| الهيكل العام (R = باقي عضوي) | frameless=1.0  | frameless=1.0   | frameless=1.0   | frameless=1.0 |
| تمثيل جزئي للصيغة البنوية    | frameless=1.0  | frameless=1.0   | frameless=1.0   | frameless=1.0 |